# 타타클랜
타타 클랜 (TATA Clan)은 대한민국의 힙합 그룹이다. 멤버는 공명정대, Bonfa, Lil' Cheesy이며, 현 소속은 TATA Company다. 2012년 이후로는 사실상 활동을 중단한 상태다.

## 역사
TATA Clan이란 이름은 본래 현 TATA Company의 창립 당시의 이름이었다. 창립 멤버 중에는 JDee (현 공명정대), 몽키리 (현 Lil' Cheesy)가 있어 공연 중심으로 활동을 하였으며, 특히 JDee는 조PD가 프로듀싱한 컴필레이션 Brooklyn Mix Tape vol.1에 참여한 것에 이어, 공명정대란 이름으로 첫 앨범을 발표, TATA Clan의 핵심 멤버로 활동하였다. 이후 Bonfa가 여기에 합류하였으며, 힙합 쪽 공연 활동은 주로 이 셋이 활동하였다.
2008년 7월, TATA Clan은 공명정대, Bonfa, Lil' Cheesy 세 명으로 이루어진 퓨젼힙합밴드로 소개되었고, 곧 앨범을 발매하였다. 이 앨범의 타이틀곡인 〈젓가락〉은 쇼팽의 고양이 왈츠와 동요
호키 포키를 베이스로 하여 만들어진 곡으로, 태연, 강인의 친한친구 코너 "지못미"에서 2AM을 제치고 3주 연속 우승을 거두어 작은 화제를 부르기도 하였다. 이들은 당시 스스로의 음악 컨셉을 "불량 식품 같은 음악"이라고 표현하였다.
2010년 7월 현재 그들의 가장 최근 앨범은 2009년 12월에 나온 Love & Dung으로, 이후로는 그들의 독자 활동은 뜸하였으나, 공연은 계속 이어나가 2010년에 들어서도 지기 펠라즈나 Soul Connection 공연에 게스트로 초청받아 서는 등 활동을 이어가고 있다. 이후 2011년, Lil Cheezy와 공명정대가 Csp와 Crispi Crunch를 조직하여 활동하였으며, 여기서 공명정대는 탈퇴, 2011년 9월 현재는 Lil Cheezy와 Csp 2인조로 활동 중이다.
2012년에는 공명정대가 새로이 합류한 레이블 New Block Babyz의 단체 콘서트 무대에 타타클랜이 올랐다.
대표곡: 젓가락, 러밴덩

## 디스코그래피
- 2008년 7월 15일 Internet Killed Video Star
- 2008년 12월 12일 Santa Clan
- 2009년 12월 29일 Love & Dung

## 이름
- TATA의 의미는 他 (다를 타), 打 (칠 타), Clan은 '무리'란 뜻으로 "항상 다른 무언가를 시도하는 무리"란 의미로 붙여졌다.[6]